# لودویگ ولف
لودویگ ولف (آلمانی: Ludwig Wolff؛ ۲۷ سپتامبر ۱۸۵۷ – ۲۴ فوریهٔ ۱۹۱۹) یک شیمی‌دان اهل آلمان بود.